# 京都精華大學殺人案
京都精华大学杀人案是2007年1月15日发生在京都府京都市左京區的一起隨機殺人事件。罪犯尚未逮捕，该案作为悬案正進行进行调查中。

## 經過
2007年1月15日晚上7点50分左右，京都精華大學漫画系一年级学生（二十歲），骑着自行车从学校回到京都市左京区岩仓畑時，疑似與另一位男子在毛田町的人行道上发生争执，这名年龄在20岁至30岁之间的男子用小刀刺伤了他的胸和腹等十几处地方（大约1到2厘米宽），导致他身亡。
一位路人在路過時发现了意识清醒的受害者，受害者告诉他自己被刺伤了，并要求他報警。
晚上7點52分，京都市消防局医护人员赶到现场并将受害者送往醫院，但很快就宣告不治 。
該名路人骑自行車第一次路过案发现场时，看到一名可疑男子背对旱田坐在路上，身后田地里躺着一个人。出于好奇，30秒后該名路人又回到了现场，但原本坐著的人已经不在了，取而代之的是躺在田野裡的受害人，他身边的移动电话上有着血。
案发现场位于京都精華大學东南约600米、叡山電鐵木野車站以南约100米处的一处安静居住區。该男子一边对大学生受害人言語虐待，一边重复“白痴”和“笨蛋”，且心情異常激動。
目前还不清楚该男子为何如此激動，但当时受害人骑着自行车在人行道右侧，而该男子则骑在左侧，推測两人因為自行車的碰撞，所以殺害了受害者。
受害者的性格开朗，是班上的佼佼者，同學从未听说过他和他人有過過節。受害者还告诉不久后到达的下鸭警察局的一名工作人员，“肇事者是我不认识的人。” 
警方正在以懸賞的方式尋找加害者中 。

## 嫌疑人的樣貌
京都府警察根据目击者的证词和他留下的物品推測了该男子的以下特征。
- 年龄：20-30岁左右
- 身高：170-180cm
- 头发：凌亂的中分
- 衣服：黑色上衣和褲子
- 其他：他骑着一辆深色的“mamachari”輕型自行车
- 态度：情绪激动，脸部和上半身左右晃动，语毕不停地说“笨蛋”等詞語，眼神沒有聚焦。
- 鞋子尺寸：28 - 29厘米（从田野留下的脚印中猜測）